# Saronno Foot-Ball Club 1922-1923
Questa voce raccoglie le informazioni riguardanti il Saronno Foot-Ball Club nelle competizioni ufficiali della stagione 1922-1923.

## Rosa
| N. |                   | Ruolo | Calciatore          |
| -- | ----------------- | ----- | ------------------- |
|    | Italia (bandiera) | C     | Astori              |
|    | Italia (bandiera) | A     | Giulio Balestrini   |
|    | Italia (bandiera) | A     | Arturo Boiocchi (I) |
|    | Italia (bandiera) | A     | Enrico Carugati     |
|    | Italia (bandiera) | A     | Giovanni De Andreis |
|    | Italia (bandiera) | C     | Guido Fusi          |
|    | Italia (bandiera) | D     | Gianetti            |
|    | Italia (bandiera) | C     | Antonio Lietti (I)  |
|    | Italia (bandiera) | D     | Edoardo Lietti (II) |
|    | Italia (bandiera) | P     | Pierino Mangili     |

| N. |                        | Ruolo | Calciatore           |
| -- | ---------------------- | ----- | -------------------- |
|    | Italia (bandiera)      | A     | Paolo Reina          |
|    | Italia (bandiera)      | C     | Demetrio Sabatini    |
|    | Italia (bandiera)      | C     | Sarrè (II)           |
|    | Italia (bandiera)      | D     | Giovanni Semelli (I) |
|    | Italia (bandiera)      | D     | Livio Semelli (II)   |
|    | Italia (bandiera)      | C     | Mario Sestagalli     |
|    | Inghilterra (bandiera) | A     | Arthur George Smith  |
|    | Italia (bandiera)      | A     | Pierino Volpi        |
|    | Italia (bandiera)      | A     | Roberto Zaffaroni    |